# Nguyễn Xuân Thành
Nguyễn Xuân Thành (sinh ngày 10 tháng 11 năm 1985 ở Hải Dương) là cầu thủ bóng đá chuyên nghiệp người Việt Nam đang thi đấu ở vị trí tiền vệ trong đội hình của FLC Thanh Hóa tại V-League 1.

## Sự nghiệp quốc tế

### Ra sân đội tuyển quốc gia
| Năm                         | Trận                        | Bàn                         |
| Đội tuyển quốc gia Việt Nam | Đội tuyển quốc gia Việt Nam | Đội tuyển quốc gia Việt Nam |
| --------------------------- | --------------------------- | --------------------------- |
| 2010                        | 1                           | 0                           |
| 2013                        | 1                           | 0                           |
| 2014                        | 5                           | 0                           |
| 2015                        | 2                           | 0                           |
| Tổng                        | 9                           | 0                           |